# محرقه (روستا)
 محرقه  به عربی ( مُحَرقة  )، روستایی است در دهستان المُقَبَنَة از توابع استان حضرموت در کشور یمن در شبه جزیره عربستان.

## جمعیت
جمعیت آن ( ۱۸۸ ) نفر ( ۱۹ خانوار) می‌باشد.